# Christoffer Faarup
Christoffer Faarup (* 28. prosince 1992 Aarhus) je dánský reprezentant v alpském lyžování. Zúčastnil se zimních olympijských her 2014 ve sjezdu, super-G a alpské kombinaci; v téže disciplínách závodil i na ZOH 2018.
Roku 2007 se přestěhoval do norského Øyeru, aby se zde mohl naplno věnovat zimním sportům. Je členem Hobro Skilklubu a Lillehammer Skiklubu.

## Výsledky

### Mistrovství světa
Na MS ve Svatém Mořici 2017 skončil 30. ve sjezdu, 26. v super-G a 27. v alpské kombinaci.

### ZOH 2014
| Sportovec          | Disciplína     | První kolo | První kolo | Druhé kolo | Druhé kolo | Celkem  | Celkem |
| Sportovec          | Disciplína     | Čas        | Pořadí     | Čas        | Pořadí     | Čas     | Pořadí |
| ------------------ | -------------- | ---------- | ---------- | ---------- | ---------- | ------- | ------ |
| Christoffer Faarup | Sjezd mužů     | —          | —          | —          | —          | 2:12.55 | 37     |
| Christoffer Faarup | Super-G mužů   | —          | —          | —          | —          | 1:23.34 | 47     |
| Christoffer Faarup | Kombinace mužů | 1:57.96    | 39         | 1:10.36    | 34         | 3:08.32 | 34     |

### ZOH 2018
| Sportovec          | Disciplína     | První kolo | První kolo | Druhé kolo | Druhé kolo | Celkem  | Celkem |
| Sportovec          | Disciplína     | Čas        | Pořadí     | Čas        | Pořadí     | Čas     | Pořadí |
| ------------------ | -------------- | ---------- | ---------- | ---------- | ---------- | ------- | ------ |
| Christoffer Faarup | Kombinace mužů | 1:21.08    | 20         | 54.13      | 34         | 2:15.21 | 30     |
| Christoffer Faarup | Sjezd mužů     | —          | —          | —          | —          | 1:44.48 | 36     |
| Christoffer Faarup | Super-G mužů   | —          | —          | —          | —          | 1:27.81 | 32     |